# ラー (ゲーム)
ラー（Ra）はライナー・クニツィアのデザインによる2〜5人用のボードゲーム。1999年にラベンズバーガー社のアレアブランドから発売された。

## ゲームの概要
エジプトの歴史を1500年にわたって追いかけ、「ファラオ」を擁立し、「モニュメント」を建造し、「ナイル川」を治水し、「文明」を育て、太陽神ラーにささげた栄誉を競い合う。
ゲームとしては上記カギカッコ内の要素が描かれたタイルを他プレイヤーと競り合い買い集めてゲームを進めていく。得点計算のタイミングが発生すると、集めたタイルの枚数や組み合わせに応じて各プレイヤーに一定の得点が与えられる。三回目の清算を終えた時点で得点の最終合計がもっとも高いプレイヤーが勝利者となる。

## 受賞歴
- 1999年 - ミープルチョイス賞受賞
- 1999年 - ドイツゲーム大賞2位
- 2000年 - 国際ゲーマーズ賞（英語版）戦略ゲーム部門ノミネート

## コンポーネント
太陽トークン1〜16の数字が書かれた16個の木のコマ。競りの対価として用いる。
ラー・マーカー競りの開始プレイヤーを示すマーカー。
ゲームボードタイルを並べるためのボード。
タイル競りの対象となるファラオ、葬送、ナイル川、氾濫、日照り、文明、暴動、モニュメント、地震、神、金と時代の進行を示すラーを総称してタイルという。
勝利点タブレット勝利点の記録に使う。

## ゲームの進行

### ゲームの準備
ゲームボードを中央に置き、1の太陽トークンをその上に置く。
所定の組み合わせの太陽トークンを2〜3人なら4枚ずつ、4〜5人なら3枚ずつ配る。
タイルをよく混ぜ、袋の中に入れる。

### 手番の行動
手番プレイヤーは以下のいずれかを選択する。
- 袋からタイルを一枚取り出し、ゲームボードに置く。
- 「ラー」と宣言する。
- 神タイルを捨て札にし、ゲームボードの上にある任意のタイルを取得する。

この結果競りも清算も発生しなかった場合、手番が左隣のプレイヤーに移る。

### 競り

#### 競りの発生
以下の条件のいずれかが満たされたとき、手番が移る前にゲームボード上に置かれた全てのタイルと太陽トークンを対象とした競りを行う。
- ゲームボードにラータイルが置かれた。
- ゲームボード上に一定数のタイルが置かれた。
- 誰かが「 ラー」と宣言した。

#### 競りの手順
手番プレイヤーの左隣のプレイヤーから(より高い数値の)表向きの太陽トークンで入札するか競りから降りるかを選択する。最後に手番プレイヤーが入札するか降りるかを選択したところで、もっとも高い数字で入札したプレイヤーがゲームボード上の太陽トークンとタイルを全て得て、入札に用いた太陽トークンをゲームボード上に置く。葬送、日照り、暴動、地震のいずれかを落札した場合、対応するタイルを2枚ずつ捨て札にしなければならない。落札した太陽トークンは裏向きにして手元に置く。裏向きになったタイルは後述の「清算」が終了するまで入札に使用できない。
誰も入札しなかった場合、ゲームボード上のタイルとトークンはそのままで競りが終了し、手番プレイヤーが左隣に移る。
ただし、「ラーと宣言した」ことで始まった競りにおいて手番プレイヤー以外が入札しなかった場合、手番プレイヤーは必ず入札しなければならない。

### 清算
清算は3回行われる。3回目の清算が終わった時点でゲームが終了する。

#### 清算の発生
以下の条件のいずれかが満たされたとき、直ちに清算を行う。
- ラータイルが一定数以上ゲームボード上に置かれた。
- 全てのプレイヤーの太陽トークンが裏向きになった。

#### 清算の処理
手元の太陽トークンを全て表向きにし、以下の得点を得る。
- ファラオ - 最も多く所持しているプレイヤーが勝利点5点を得る。最も少ないプレイヤーは2点を失う。
- ナイル川、氾濫 - 氾濫を所持していた場合に限り、ナイル川と氾濫の数分勝利点を得る。清算後、氾濫を全て捨て札にする。
- 文明 - 手元の文明タイルの種類に応じて勝利点0〜15点を得る。1枚も所持していない場合、2点を失う。清算後、全て捨て札にする。
- モニュメント - 3回目の清算時にのみ、種類に応じた勝利点1〜15点と、同じタイルの枚数に応じた5~15点を得る。
- 神 - 勝利点2点を得る。清算後、捨て札にする。
- 金 - 勝利点3点を得る。清算後、捨て札にする。
- 太陽トークン – 3回目の清算時にのみ、手元のトークンの合計値がもっとも大きいプレイヤーが5点を得て、もっとも小さいプレイヤーが2点を失う。

### ゲームの勝利
3回目の清算が終了した時点で、もっとも多くの勝利点を持つプレイヤーが勝者となる。